# Métamorphoses (film)
Métamorphoses è un film del 2014 diretto da Christophe Honoré e basato sul poema Le metamorfosi di Ovidio.
Venne presentato nella sezione Venice Days alla 71ª Mostra internazionale d'arte cinematografica di Venezia.

## Trama
Di fronte alla sua scuola, una ragazza viene avvicinata da un ragazzo molto bello, ma strano. Si lascia sedurre dalle sue storie, sensuali e meravigliose, in cui gli dei si innamorano dei giovani mortali e si offre di seguirlo.

## Produzione
Le riprese del film hanno avuto luogo dal 13 maggio al giugno 2013.

## Riconoscimenti[3]
- 2014 - Mostra internazionale d'arte cinematografica di Venezia
  - Nomination Queer Lion
  - Nomination Venezia Classici Award
- 2014 - Gijón International Film Festival
  - Nomination Miglior film